# 데스나강

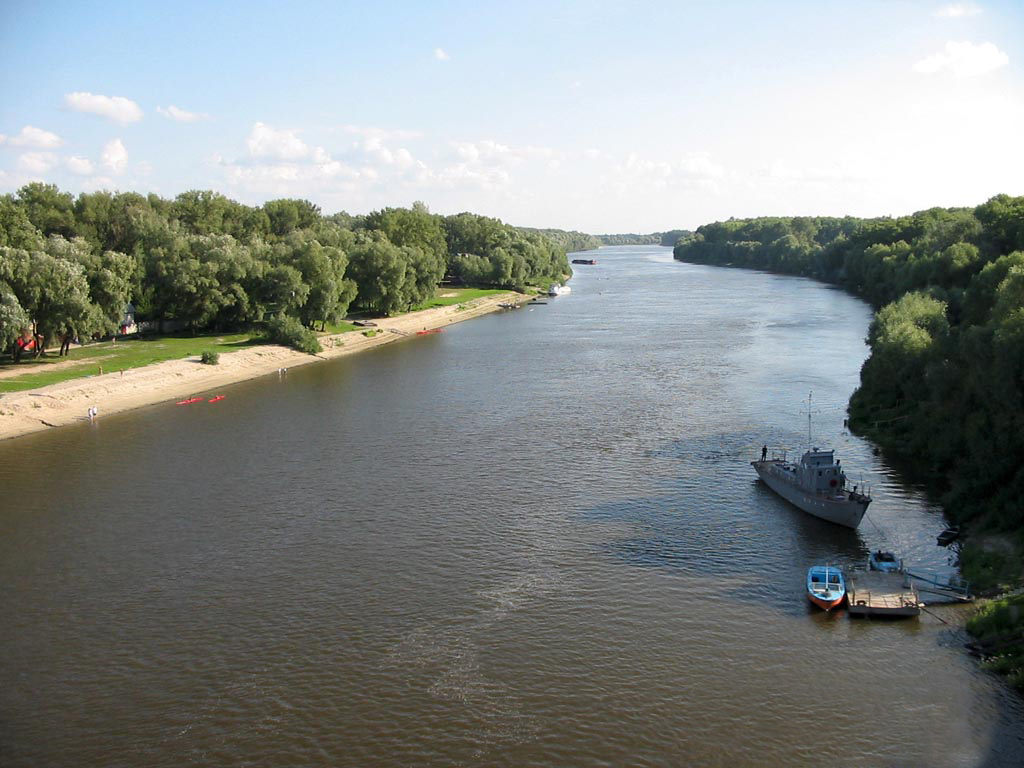
데스나강

데스나강(러시아어: Десна́)은 러시아와 우크라이나를 흐르는 강이다. 드니프로강으로 흘러 들어간다. 데스나강의 의미는 고대 동슬라브어로 "오른손"을 의미하는 단어에서 유래되었다. 길이는 1,130 km이다.

## 도시
- 브랸스크
- 체르니히우